# نیلو هالونن
نیلو هالونن (فنلاندی: Niilo Halonen؛ زادهٔ ۲۵ دسامبر ۱۹۴۰ - ۱۷ اوت ۲۰۲۵) اسکی‌باز پرش اهل فنلاند است.